# ソマリア (小惑星)
ソマリア (1430 Somalia) は小惑星帯に位置する小惑星。
1937年、シリル・ジャクソンが南アフリカ連邦（現在の南アフリカ共和国）のヨハネスブルグで発見した。

## 名称
アフリカ北東部の国 ソマリアに因む。命名は1980年2月の小惑星回報で公表された。
この時の小惑星回報では、1930年代にジャクソンがヨハネスブルクで発見した小惑星のうち16個（共同発見1個を含む）に対して、アフリカの地名に因んだ命名が行われている。たとえば、(1431) ルアンダ や (1712) アンゴラ、(1816) リベリア などである。